# Hedgehog (бомбомет)
Бомбомет «Хеджхог» (англ. Hedgehog — їжак), в радянській класифікації багатоствольна бомбометна установка Mk 10 «Хеджхог» — британський протичовновий бомбомет, який використовувався в роки Другої світової війни майже на всіх кораблях КВМС Великої Британії, а також на деяких кораблях Військово-морського флоту СРСР.

## Історія розробки
На початку 1930-х років в Англії почалася розробка нової протичовнової зброї, яка діяла б набагато ефективніше глибинних бомб і морських мін: випробування гідролокатором показували, що контакт з підводними човнами пропадав на відстані від 90 до 140 м від корабля, а середній час підготовки до атаки і скидання глибинних бомб на потрібну глибину становив від 18 до 46 секунд. Флоту необхідно було протичовнова зброя, яка могла вражати підводний човен, що знаходиться перед кораблем, а не за ним. Зважаючи на дефіцит бюджету королівського флоту розробки припинилися в 1934 році і поновилися лише після початку війни.

## Зовнішній вигляд
«Хеджхог» представляв собою спеціальну платформу з 24 нерухомими штоками (6 рядів по 4 штока в кожному). Штоки були розташовані таким чином, що нагадували голки їжака, який наїжився, і саме звідси і пішла назва зброї. Маса платформи становила 13 т, за допомогою електромоторів вона могла повертатися на 25-30 градусів в сторони від діаметральної площині корабля, а в останніх модифікаціях навіть мала стабілізацію по крену. Для захисту від хвиль установка мала спеціальний кожух. Бомбометна установка розміщувалася позаду носової гармати або на її місці. Необхідність демонтажу частини артилерійського озброєння або перебудови корабля і була основною перешкодою для використання «Хеджхогів» на есмінцях Великої Британії і США.

## Процедура стрільби
На кожен шток надягали глибинну бомби вагою в 29,5 кг (вібухова частина складала 19,5 кг торпекса) з контактним детонатором. Бомба занурювалася зі швидкістю в 6,7-7,2 м / с. Електрично ініційований пороховий викидний заряд забезпечував мінометний постріл бомби на відстань до 200—250 м. Бомби вистрілювали попарно з інтервалом 0,1-0,2 секунди з метою зменшення сили віддачі. Залп здійснювався за 1,5-2 секунди, а перезарядка займала до 3 хвилин.
Траєкторія польоту бомб була така, що залпом з «Хеджхога» покривався еліпс з осями від 37 до 41 м: точний розмір залежав від швидкості корабля. Попадання в підводний човен хоча б однієї контактної бомби приводило до підриву всього залпу і ставало смертельним для підводного човна.

## Плюси і мінуси
Теоретично потужними перевагами «Хеджхога», крім можливості обстрілу підводного човна вперед по курсу корабля, були можливість підтримання постійного контакту з підводним човном, відсутність демаскуючих атаку вибухів глибинних бомб і стовідсоткову гарантію знищення цілі в разі ураження. Однак на практиці у бомбометів виявився ряд недоліків:
1. Контакт з підводним човном пропадав, якщо він знаходився на глибині понад 122 м, а німецькі підводники могли йти на глибину і до 200 м, що фактично перетворювало «Хеджхог» в марну іграшку.
2. Для атаки необхідні були як достатня кількість часу (на бомбах були складні системи запобіжників), так і невисока швидкість ходу приблизно в 6-7 вузлів.
3. Якість зарядів була не найкращою: через відволожування на Північному флоті ВМФ СРСР відбувалися періодичні відмови устаткування; іноді бомби і зовсім стикалися одна з одною, що призводило до передчасного підриву залпу і змушувало моряків помилково думати, що ціль знищена. На невеликій глибині бомби могли вибухнути, вдарившись об кам'янисте дно. Іноді вибухали не всі бомби, що могло врятувати підводний човен від загибелі. Так, 5 вересня 1944 року в Карському морі радянський тральщик Т-116 атакував німецьку підводний човен U-362 за допомогою МБП «Хеджхог», проте в першому пострілі вибухнуло лише від 8 до 10 снарядів, другий впав повз ціль, а в третьому здетонувало тільки 4 снаряди, Втім, їх виявилося достатньо для знищення підводного човна.

## Використання бомбометів
Бомбомет «Хеджхог» надійшов на озброєння британського ВМФ у 1941 році. Протягом наступного року понад 100 британських кораблів було озброєно цими бомбометами, також він встановлювався на американські кораблі. В кінці 1943 року тральщики типу «AM», оснащені «Хеджхогом», надійшли на озброєння ВМФ СРСР, а до кінця Другої світової війни в радянському флоті був 71 корабель з такими бомбометами.
Практичне залучення бомбометів в бою часто не давало бажаних результатів через відсутність досвіду поводження зі зброєю та численних помилок при стрільбі. У підсумку тільки в листопаді 1942 року залпом «Хеджхога» була знищена перша німецька субмарина, а недоліки вдалося усунути лише до початку 1944 року. Тим самим глибинні бомби так і залишилися до кінця війни головним видом протичовнової зброї.
У радянському флоті бомбомет «Хеджхог» отримав досить високу оцінку: в боях багатоствольні бомбометні установки «Хеджхог» і реактивні «Маустреп»(англ. Mousetrap) (букв. «Мишоловка») показали досить високі тактико-технічні дані і стали ефективним засобом боротьби з підводними човнами Німеччини, незважаючи на недоліки в матеріальній частині. У 1949 році в СРСР почали виробляти ліцензійну копію «Хеджхога» під назвою МБУ-200, а в 1956 році доопрацювання радянських інженерів дозволили створити новий бомбомет МБУ-600 з відповідною дальністю стрільби в 600—650 м: в ролі морських бомб використовувалися бомби Б-30 і Б-30М з масами вибухових речовин в 13 і 14,4 кг відповідно, контактним детонатором КВМ і швидкістю занурення 7 м/с.